# Dunn Glacier
Dunn Glacier är en glaciär i Östantarktis. Nya Zeeland gör anspråk på området. Dunn Glacier ligger 770 meter över havet.
Terrängen runt Dunn Glacier är bergig åt nordväst, men åt sydost är den kuperad.